# Aphthona melancholica
Aphthona melancholica — вид листоїдів з підродини галеруцинів. Поширений на Піренейському півострові та в Англії. Дорослі жуки та їх личинки живляться листям молочаю (Euphorbia) (молочайні).